# Mao-ming
Mao-ming (čínsky 茂名, pchin-jinem Màomíng) je městská prefektura v Čínské lidové republice. Leží na jihovýchodě země a patří do provincie Kuang-tung. Celá prefektura má rozlohu 11 458 čtverečních kilometrů a v roce 2010 v ní žilo bezmála šest milionů obyvatel.

## Administrativní členění
Městská prefektura Mao-ming se člení na pět celků okresní úrovně, a sice dva městské obvody a tři městské okresy.
| městský obvod · Mao-nan městský obvod · Tien-paj městský okres · Kao-čou městský okres · Chua-čou městský okres · Sin-i |        |                       |                    |                                  |
| Název | Název  | Počet obyvatel (2020) | Rozloha km² (2020) | Hustota zalidnění (obyv. na km²) |
| český přepis | znaky  | Počet obyvatel (2020) | Rozloha km² (2020) | Hustota zalidnění (obyv. na km²) |
| Městské obvody |        |                       |                    |                                  |
| Mao-nan | 茂南区 | 1 035 411             | 604                | 1 716                            |
| Tien-paj | 电白区 | 1 503 737             | 2 137              | 704                              |
| Městský okres |        |                       |                    |                                  |
| Kao-čou | 高州市 | 1 328 657             | 3 271              | 406                              |
| Chua-čou | 化州市 | 1 291 668             | 2 357              | 548                              |
| Sin-i | 信宜市 | 1 014 577             | 3 084              | 329                              |
| |        |                       |                    |                                  |
| Celkem | Celkem | 6 174 050             | 11 425             | 540                              |

## Partnerská města
- City of Willoughby, Austrálie (1. červen 1991)
- Geleen, Nizozemsko (15. leden 2018)